# Ostankinski televizijski toranj
Ostankinski televizijski toranj (rus. Останкинская телебашня) je televizijski i radijski toranj u Moskvi. Ostankino je dizajnirao Nikolaj Nikitin, toranj je visok 540,1 metar. Trenutno je najviši u Europi i četvrti najviši na svijetu. Toranj je bio prvi samostojeći objekt viši od 500 metara. Sagrađen je u povodu 50. godišnjice Oktobarske revolucije. Ime je dobio po moskovskom distriktu u kojoj se nalazi.
Izgradnja je počela 1963., a završena 1967. godine. Za izgradnju je korišten prednapregnuti beton što je rezultiralo jednostavanom i čvrstom strukturom. Kada je završen postao je najviša samostojeća struktura na svijetu viša od Empire State Buildinga koji je do tada bio najviši, ovaj rekord toranj je držao devet godina dok nije izgrađen CN Tower u Torontu 1976. godine koji je bio viši 13 metara. Toranj Ostankino je bio druga najviša građevina u svijetu 31 godinu dok nije izgrađen Burj Khalifa koji je nadmašio i CN Tower, trenutno je šesta najviša građevina na svijetu.
Toranj je ostao najviša građevina u Europi 42 godine do izgradnje tornja Rusija koji se još gradi, a trebao bi biti visok 612 metara. Prema planu iz 1994. godine toranj se trebao povisiti na 561 metar dodavanjem antena, no to nije provedeno zbog nedostatka financijskih sredstava.

## Vanjske poveznice
|  | Zajednički poslužitelj ima još gradiva o temi Ostankinski televizijski toranj |

- Ostankino toranj  Arhivirana inačica izvorne stranice od 4. srpnja 2004. (Wayback Machine)